# Dendrogramma
Dendrogramma enigmatica — вид сифонофор із родини Rhodaliidae, єдиний у своєму роді Dendrogramma. Описаний у 2014 р. за колекцією 1986 р.
Систематичне положення Dendrogramma вдалося визначити не одразу. Спочатку її вважали таксоном incertae sedis; існувало припущення, що вона близька до вимерлих форм багатоклітинного життя, які існували на  Землі близько 600 млн років тому — в едіакарському періоді.

## Етимологія
Назва родини і роду походить від слова дендрограмма — діаграма, яка показує родинні зв'язки між організмами, що сформувалися в результаті еволюції. Видовий епітет enigmatica вказує на загадковість виду і наявність дископодібної частини тіла.

## Морфологія

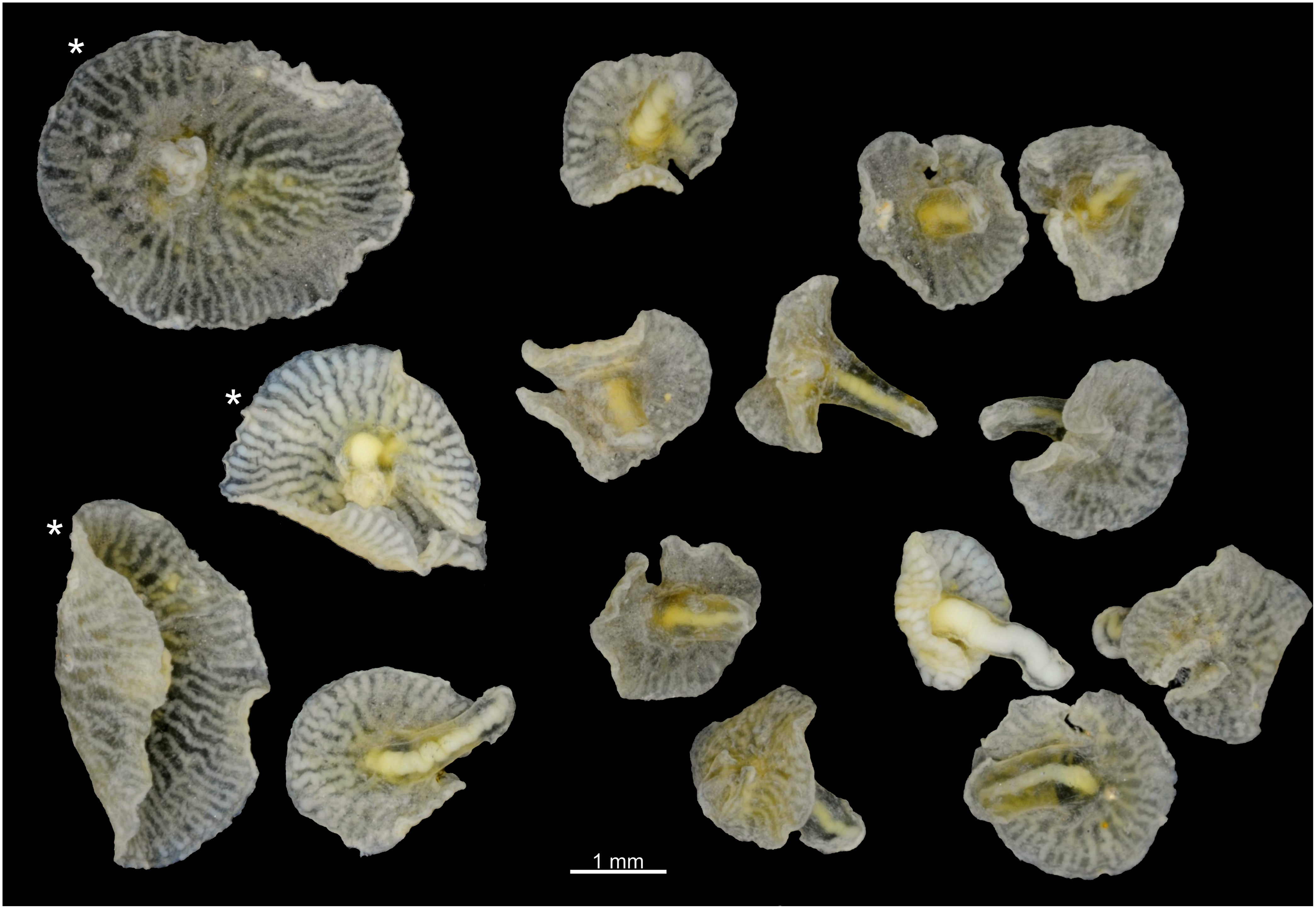
Збережені зразки D. discoides (*) і D. enigmatica

Знайдені фрагменти організмів роду Dendrogramma виглядають як несиметричні грибоподібні напівпрозорі об'єкти. Кожен із них складається з майже круглого диску та стеблинки, на кінці якої розташовується отвір, оточений особливими лопатями. Стінка «тіла» складається з двох шарів клітин з прошарком  мезоглеї між ними. Отвір переходить у внутрішній розгалужений канал, простір навколо якого заповнений щільною желеподібною речовиною. Знизу стеблинка закінчується вихідним отвором. Стеблинка має довжину до 8 мм, а діаметр диска становить від 7 до 11 мм, хоча наявні зразки могли дещо стиснутися через зберігання в етанолі.
Початково було описано два види, згодом зведені в один. Згідно з першоописом, вони відрізняються формою диску і пропорціями довжини стеблинки: у D. discoides диск цільний, а стеблинка пропорційно більш коротка (її довжина становить близько 10% діаметра диску, в той же час у D. enigmatica диск надрізаний, а стеблинка довша (довжина — близько 70% діаметра диску).

## Спосіб життя
Даних про спосіб життя, харчування та поведінку дендрограмм дуже мало. Припускають, що вона живе в придонних водах.

## Відкриття
В 1986 р. під час наукової експедиції на судні Франклін (науково-дослідне судно) (англ. RV Franklin вченими Австралійського національного дослідницького фонду, зокрема, біологом Жаком Джастом з данського Музею природної історії (англ. Natural History Museum of Denmark) Копенгаген, за допомогою спеціального обладнання було зібрано 18 зразків організмів на глибині 400 і 1000 м на східному континентальному схилі  Австралії поблизу  протоки Басса на дні  Тасманового моря близько  Тасманії. Отримані матеріали було поміщено в формалін, а пізніше, в лабораторії — в 70%-ний спирт. Після виявлення незвичайних ознак у примірників в 1988 р. доктором Гері Пуром із Музею Вікторії англ. Museum Victoria в Мельбурнi було здійснено повторну експедицію, однак нових зразків не було знайдено. У підсумку більшість матеріалів виявилося в Музеї Вікторії, але також і в Музеї природної історії в  Данії.
В 2014 р., після сортування цих зразків, з них були виділені два раніше невідомих науці види: Dendrogramma enigmatica і Dendrogramma discoides. Співавтор дослідження Йорген Ольсен з  Університету Копенгагена зазначив, що «таке відкриття буває вкрай рідко, і може бути, сталося тільки чотири рази за останні 100 років. Ми думаємо, що вони належать до тварин, але питання: до яких? Що точно ми можемо сказати про ці організми, так це те, що вони не належать до  білатеральних». Хоча план будови тіла Dendrogramma збігається з таким у радіально-симетричних тварин (Кнідарії і  гребневиків), але до цих груп їх також віднести не можна: від кнідарій Dendrogramma відрізняються відсутністю жалких клітин, а від гребневиків — відсутністю щупалець. Родинні зв'язки між гребневиками, кнідаріями і базальними Eumetazoa ще остаточно не визначені. Dendrogramma є базальним Eumetazoa, однак сестринські групи цих організмів ще не відомі. Поки два види Dendrogramma були виділені в окремий рід, і, можливо, дослідники виділять їх і в окремий  тип.
Співавтор дослідження зоолог Рейнхардт Крістенсен з Університету Копенгагена сказав, що «якщо це правда, то ми виявили тварин, яких ми могли б вважати вимерлими близько 500 мільйонів років тому». Він вважає, що Dendrogramma — це рання форма життя, близька до едіакарської фауни, що існувала 600 млн років тому. Принаймні 3 едіакарські тварини — Albumares, Anfesta і Rugoconites — мають спільні риси з Dendrogramma: для всіх цих організмів характерна наявність дисковидної частини тіла, в якій знаходиться мережа розгалужених каналів.
Нейробіолог з Лабораторії морських біологічних наук Вітні (англ. Whitney Laboratory for Marine Bioscience  Університету Флориди) Леонід Мороз зазначив, що нові види можуть «повністю перекроїти дерево життя, і навіть наше уявлення про те як тварини еволюціонували, як розвивалися нейросистеми, як розвивалися різні тканини. Вони можуть переписати всі підручники з зоології». Біолог Саймон Конвей Морріс (англ. Simon Conway Morris) з Кембриджського університету сказав, що «це дуже цікавий сюрприз, і він створює багато-багато питань».
Через неможливість проведення  аналізу ДНК у організмів через їх тривале утримання в спирті їх систематичне положення лишалося невідомим і було з'ясоване лише після виявлення нових екземплярів.

## Ресурси Інтернету
- Вікісховище має мультимедійні дані за темою: Dendrogramma